# Église Saint-Didier d'Asfeld
Pour les articles homonymes, voir Église Saint-Didier.
L'église Saint-Didier d'Asfeld est l'église paroissiale de la ville d'Asfeld dans le département des Ardennes.
Elle fait l’objet d’un classement au titre des monuments historiques depuis le 3 mai 1913.

## Historique
Vers les années 1680, Jean-Jacques de Mesmes, comte d’Avaux, nouveau maître des lieux, célèbre pour avoir participé à la signature du traité de Nimègue, décide de reconstruire l'église d'Asfeld.
L'érudit, aimant les voyages, particulièrement en Italie, est tombé amoureux de l’art baroque, ce qui le poussera à souhaiter l'édification d'un monument de ce style et à en confier la réalisation à un architecte connu à l'époque pour avoir résolu des problèmes techniques liés à la reconstruction du Pont Royal à Paris : le frère dominicain François Romain. Ainsi, le comte d’Avaux lui demande-t-il de s’inspirer de ce nouvel art au XVIIe siècle et de créer un édifice ayant la forme d'un instrument de musique afin que les chants et les prières soient mieux portés encore vers le ciel. C’est ce concept qui conduit le frère François Romain à établir ses plans en s’inspirant de la viole de gambe,.
Après deux campagnes de restaurations menées entre 1994 et 2001, qui concernaient la couverture et la charpente, l'église Saint-Didier d'Asfeld a fait l'objet d'une nouvelle campagne de rénovation de l'intérieur et des décorations, en 2008 et 2009.

## Architecture

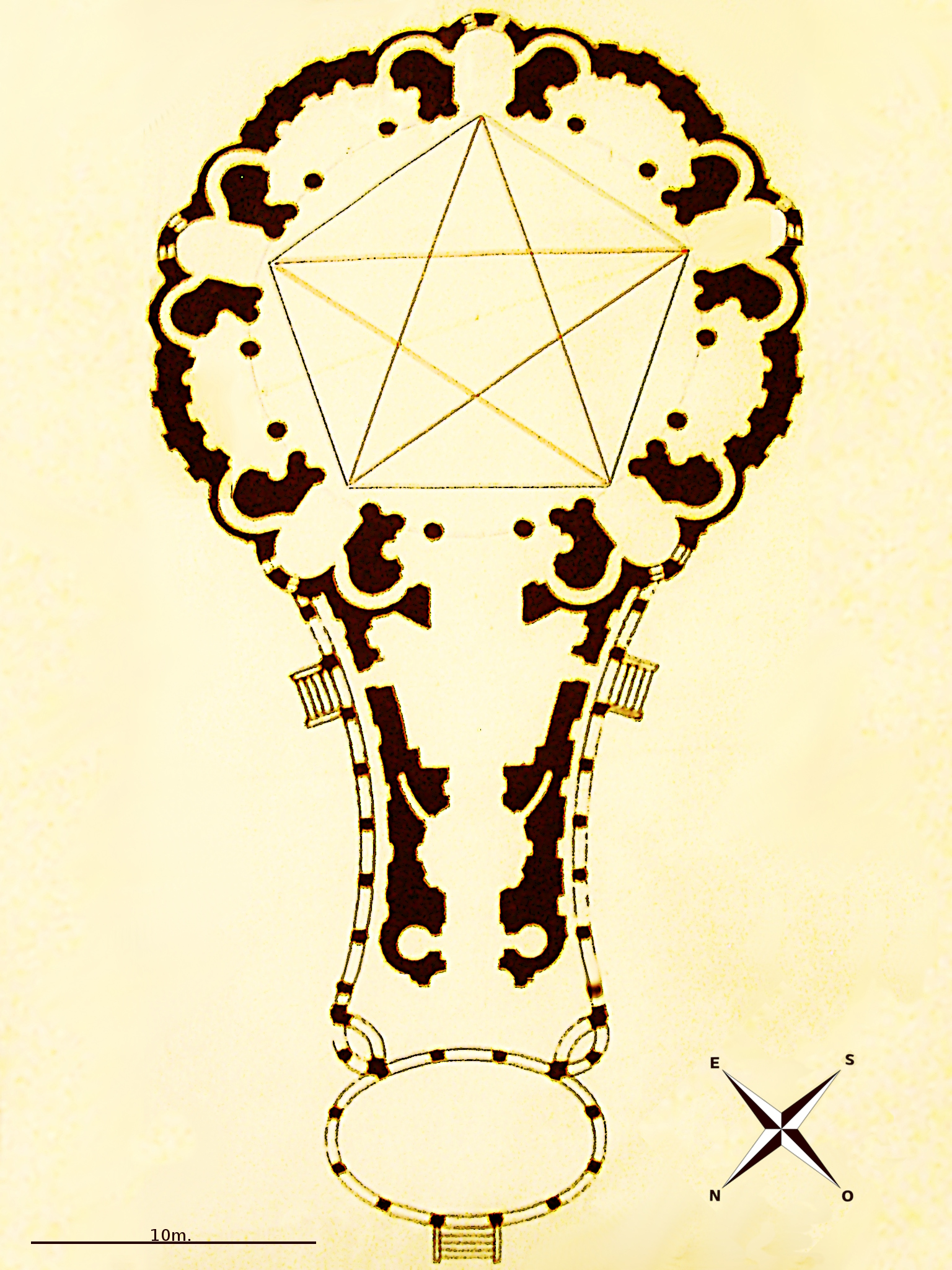
Plan de l'église d'Asfeld.

L’église est conçue en trois parties : 
- Le péristyle, entouré d’une colonnade ajourée, couverte d’une toiture oblongue ;
- Le campanile, orné de baies cintrées, surmonté d’un clocheton ;
- La rotonde, évoquant l'architecture de l'antiquité romaine.

L’ensemble est remarquable par ses formes curvilignes, particulièrement la partie principale d’un dessin très étudié, avec son architrave s’incurvant dans le sens inverse des murs des chapelles. Ces chapelles sont régulièrement réparties et desservies par une petite galerie à mi-hauteur. Entre chaque chapelle se trouve une absidiole desservie par deux chemins curvilignes . L'utilisation de briques pour la construction est un cas unique dans la région.
L'église compte 138 piliers et colonnes, a une longueur de 44,82 mètres, un périmètre de 145 mètres. Elle possède un orgue à 7 jeux construit vers 1900 par Clovis Renault. Le peintre Rostislas Loukine a fait don à l'église d'une icône représentant Marie et les apôtres Pierre et Paul.

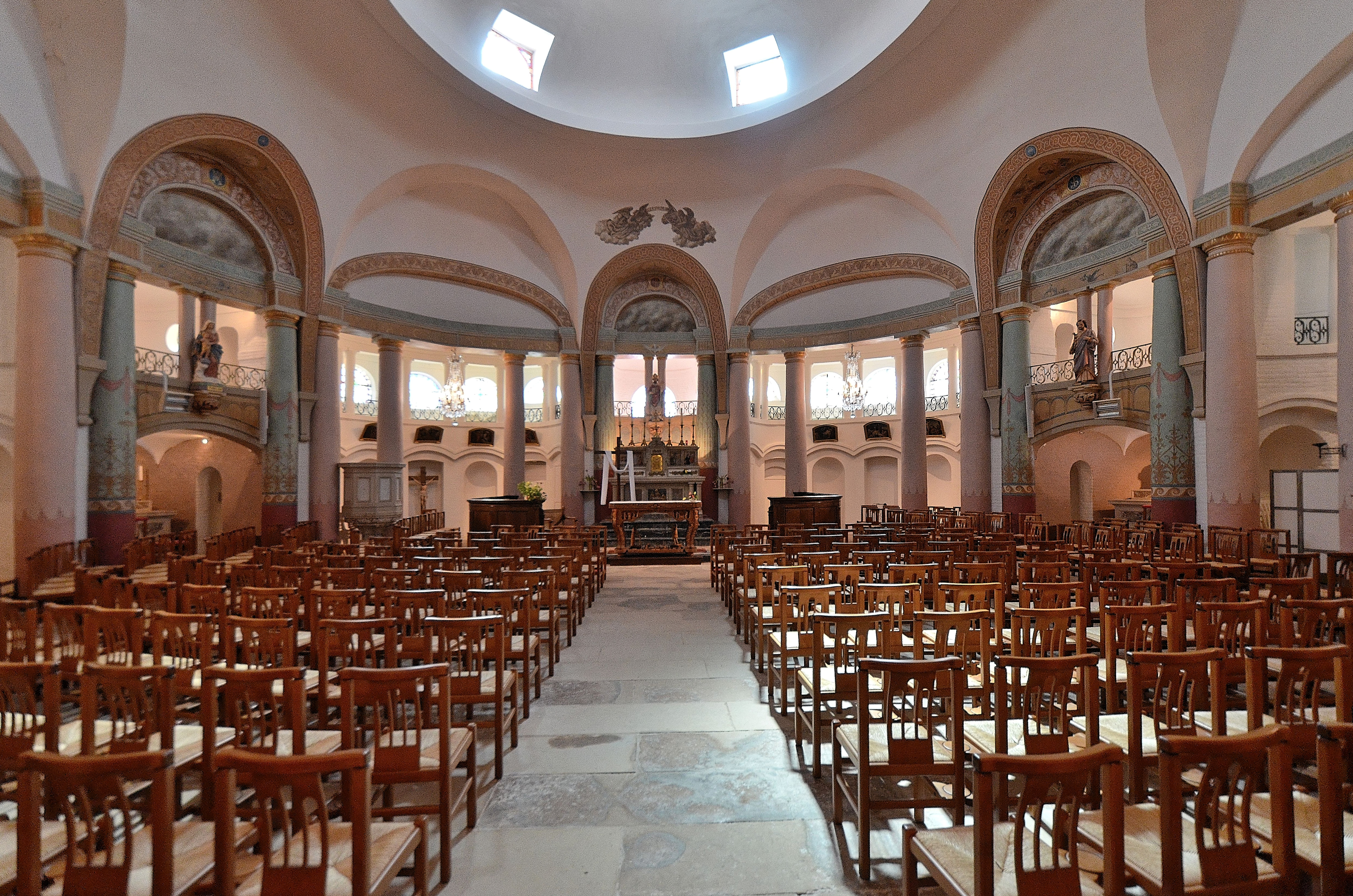
Intérieur de l'église.
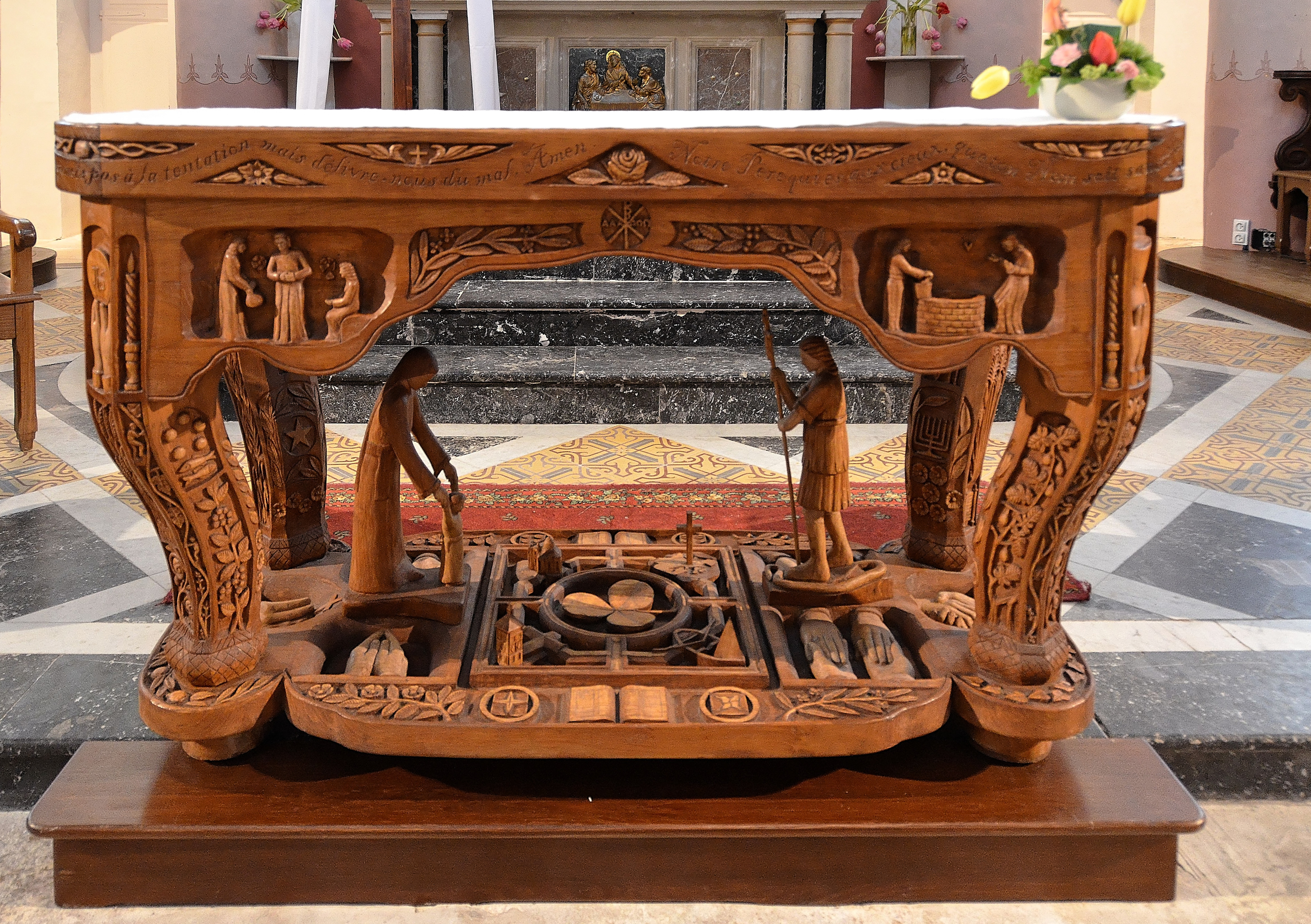
Autel de bois sculpté.
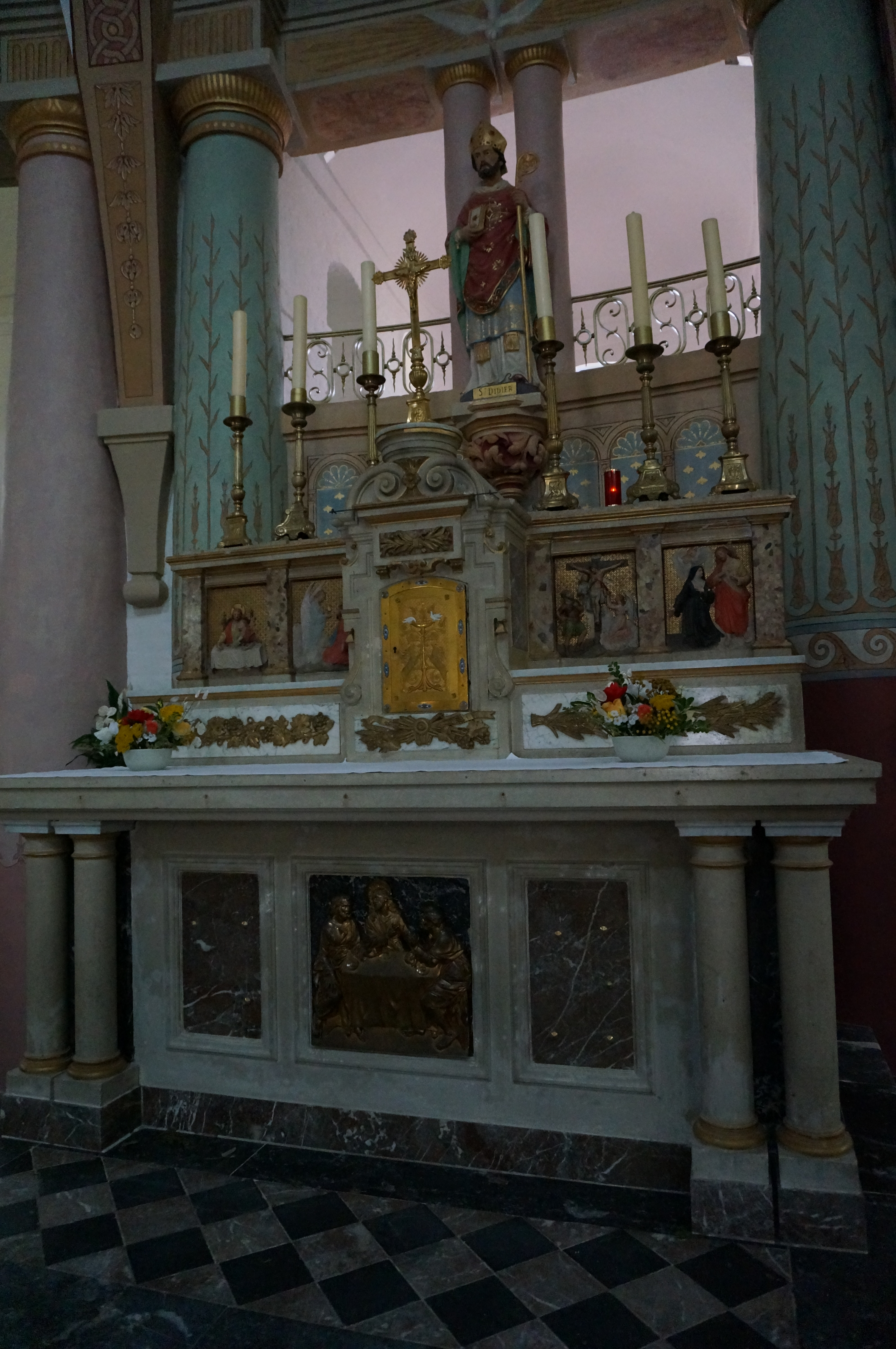
Autel principal dédié à Didier.
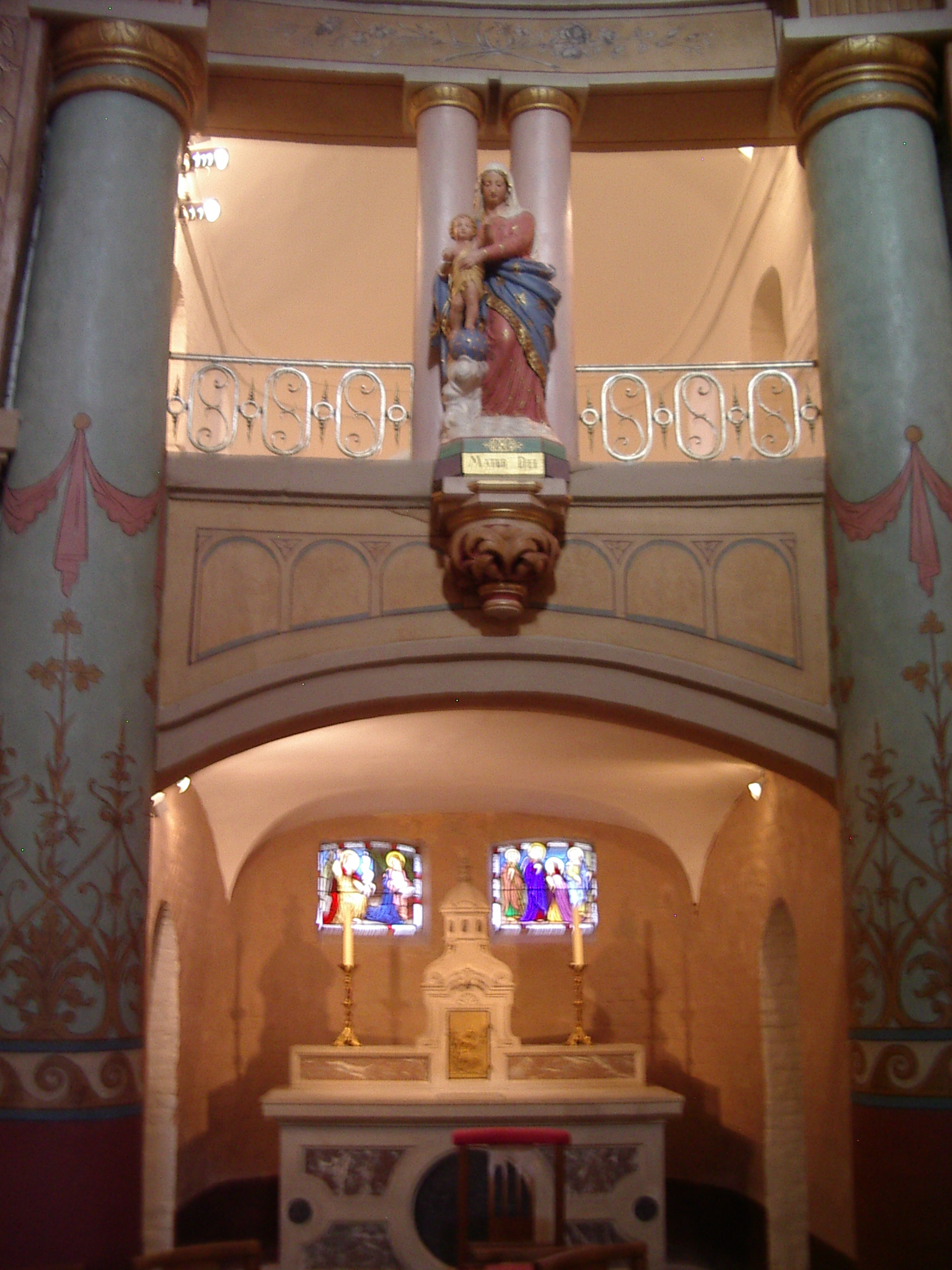
Chapelle Mère de Dieu.

## Les cloches
Le clocher abrite une sonnerie de trois cloches de volée, fondues en 1922 par Alexandre Chambon, fondeur de cloches à Montargis.
- Gabrielle-Lucienne : fa 3 - 825 kilos
- Marie-Louise Octavie : sol 3 - 625 kilos
- Lucie-Françoise : la 3 - 455 kilos

## Sources
- Culture.fr : L'église Saint-Didier d'Asfeld, à nouveau ouverte au public après sa restauration
- Jean-Marie Pérouse de Montclos, Le guide du patrimoine : Champagne Ardenne, Hachette, Paris, 1995  (ISBN 2-01-0209877) ; p.94-95
- Page consacrée à l'Eglise Saint-Didier d'Asfeld sur le site du diocèse de Reims
- Planète.TP : Église d’Asfeld